# Or Yehuda
Or Yehuda (en hebreo: אור יהודה‎; en árabe: أور يهودا) es una ciudad situada en el Distrito de Tel Aviv de Israel, siendo parte del Gush Dan. En 2022 tenía una población de 38,854.